# Alzato

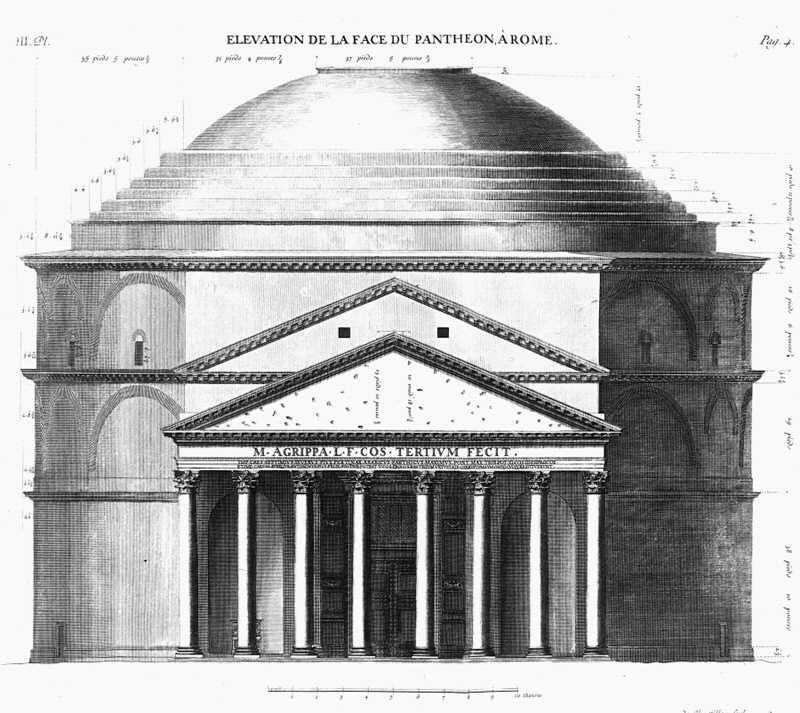
Alzato del Pantheon (Roma)

L'alzato o prospetto è un tipo di rappresentazione grafica di un oggetto o di un edificio, usato soprattutto nel disegno architettonico. Il prospetto di un edificio si ottiene come proiezione ortogonale eseguita su un piano verticale, detto generalmente secondo piano di proiezione. 
Un tipico esempio di alzato è lo schema di una facciata di un edificio, ma può trattarsi anche di una parete interna, una controfacciata, eccetera. 
Più in generale l'alzato di un edificio è lo sviluppo in verticale di esso, così come la pianta è lo sviluppo in orizzontale.